# 莫尔斯山国家公园
莫尔斯山国家公园（丹麥語：Nationalpark Mols Bjerge)， 位于丹麦日德兰半岛南部的南久斯兰市镇境内，是丹麦的第二个国家级自然公园，由丹麦环境部部长于2008年1月17日提议创建，于2009年8月29日正式成立。丹麦当局以公园所在地的莫尔斯山为该国家公园命名。摩尔比尔吉国家公园占地约180平方千米。莫尔斯山山区的海拔约为137米，莫尔斯山也是公园的中心，山区面积约为25000平方千米（2500公顷）。据考察，超过半数的丹麦的野生植物物种生长于该国家公园境内。

## 地理信息
公园位于丹麦的东部，逼近卡特加特海峡，公园西部就是海峡的入口海湾和冰川侵蚀的冰渍平原。艾贝尔托夫特镇，村庄和农舍亦是该国家公园的一部分，其土地所有者既是私人，同时又是国家。除了森林，公园内还有十八世纪的庄园，和十四世纪的城堡遗址。由于地势较为平坦，游人可以以驾车、骑自行车、或徒步旅行的方式进入该公园，公园内亦有许多被标识出来的停车场，供游人使用。